# Amphitropesa collessi
Amphitropesa collessi là một loài ruồi trong họ Tachinidae.